# Hercule et les Pygmées
Hercule et les Pygmées (italien : Ercole e i pigmei) est une peinture à l'huile sur toile (114 × 146,5 cm) du peintre de l'École de Ferrare Dosso Dossi et de son frère Battista connu sous le même homonyme, datable d'environ 1535 et conservée au Landesmuseum Joanneum de Graz en Autriche.

## Description
Puisant dans la mythologie, Hercule est représenté lors de sa rencontre avec les minuscules « pygmées », épisode qui inspirera plus tard Jonathan Swift pour la rencontre de Gulliver avec les Lilliputiens dans Les Voyages de Gulliver.
Plusieurs historiens dont William Suida identifient Hercule II d’Este dans cette toile (analyse comparative), dont le début du règne coïncide avec la date du tableau (terminus postquem). 

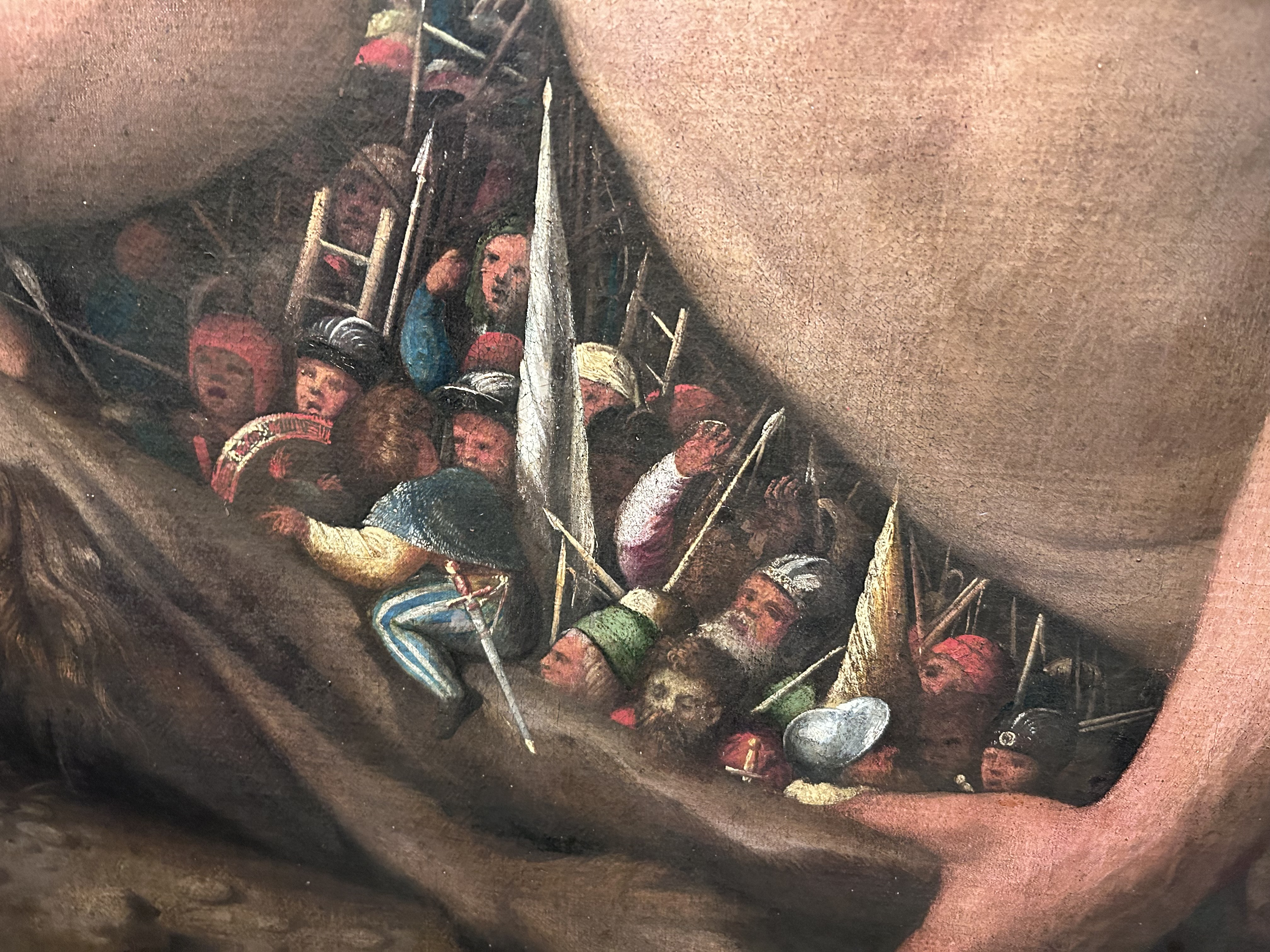
Détail des pygmées attrapés dans la peau de lion.

Hercule s'est endormi après avoir vaincu Antée et est attaqué par une armée de pygmées de la taille d'un pouce, qu'il bat. Le héros est représenté à moitié nu, recouvert uniquement de la peau du lion de Némée,. Alors qu'il est allongé, dans une position héroïque rappelant les dieux fluviaux, il se réveille entouré d'homoncules, qui sont habillés comme des lansquenets. La scène se déroule dans un paysage idyllique, avec un contraste entre la lisière ombragée d'un bois et un paysage aéré s'ouvrant sur la droite, dispositif typique des peintres du nord de l'Italie de la première moitié du siècle, en particulier les Vénitiens et ceux de Ferrare.

## Style
L'œuvre est empreinte de ces valeurs d'évocation fantastique, mythologique ou littéraire, typiques de la cour d'Este à Ferrare, dont Dosso Dossi était le grand spécialiste.
Dosso Dossi introduit dans son imagerie un Hercule aux courbes plus humanisés (nez fin dans prolongement du front, sourcils arqués, petite bouche). Dosso Dossi peint Hercule dans une position normalement associée à la féminité (Vénus allongée). Le peintre ne reste d'ailleurs pas fidèle à l'histoire de Philostrate qui conte qu'à cette instant Hercule « se dresse de toute sa hauteur », et le laisse plutôt à terre. La patte de lion cachant ses parties intimes rappelle les portraits de femme nue qui se couvre les parties intimes avec la main. L'intention de l'auteur dans cette représentation androgyne d'Hercule peut avoir été de tourner le règne d'Hercule II d'Este en dérision. Son secrétaire Giovambattista Giraldi Cinzio écrira sur lui qu'il n'était pas un souverain béliqueux, mais plutôt tourné vers le compromis diplomatique. La « dévirilisation » visuelle de l'Hercule pourrait ici ne pas être une forme de diminution du pouvoir, mais plutôt un hommage à la tempérance, au soft power d'Hercule II d'Este, et ce à une époque où les conflits régionaux et internationaux étaient violents.